# Steatomys cuppedius
Steatomys cuppedius is een zoogdier uit de familie van de Nesomyidae. De wetenschappelijke naam van de soort werd voor het eerst geldig gepubliceerd door Thomas & Hinton in 1920.